# George and Mildred
George and Mildred é uma série britânica dos anos 70 protagonizada por Yootha Joyce (Mildred Roper), Brian Murphy (George Roper), Norman Eshley (Jeffrey Fourmile), Sheila Fearn (Ann Fourmile) Nicholas Bond-Owen (Tristram Fourmile).
Após se terem filmado seis temporadas da série Man About The House, foram escritos diferentes filmes e séries derivados da trama original Three´s company, Robin´s nest, George and Midred. Sendo a última a mais aclamada e conhecida. O enredo tem como personagens principais a família Roper, os caseiros da casa onde a série Man About The House se desenvolve, tendo estes comprado uma nova casa em Hampton Wick,  n.º 46 Peacock Crescent. Para a Mildred é a aguardada subida de classe na estrutura social da época. Para George - perguiçoso e quaze sempre desempregado (trabalha durante algum tempo como vigilante de trânsito) - é a hipótese de provar aos "snobs" o poder da classe (trabalhadora) a que ele está determinado a pertencer, mesmo sem trabalhar.
Tendo em conta as divergências entre o casal e a sintonia existente entre os actores Brian Murphy e Yootha Joyce, é de esperar uma divertida sitcom que, pretende satirizar as discrepâncias a nível económico e culturar entre diferentes estractos sociais. Sendo este problema representado, na série, com a presença dos vizinhos "posh" da porta ao lado, os Fourmiles, que se tornaram amigos de Mildred mas que detestam a falta de etiqueta e respeito mostrados por George. Jeffrey Fourmile, o "chefe de família" da casa ao lado destesta particularmente George, o que faz com que este o aborreça e provoque ainda mais, retratando assim o conflito inter-pessoal e social através do típico humor britânico, onde é possível divertir-se com críticas tão pesadas à sociedade de então.
Enquanto que a série George and Mildred era para todos uma série com qualidade e aclamada pelo público do pequeno ecrã, foi criado um filme em 1980, com o mesmo elenco e com os mesmos directores, escrita por Dick Sharples, no entanto não foi admirada pelo público. Houve também uma produção teatral da série George And Mildred, escrita por Mortimer & Cooke, que foi representada em diversos teatros ingleses, com os actores Murphy e Joyce a representar. Tendo exestido, posteriormente, mais episódios de George and Mildred na televisão, que foram interrompidos pela morte da actriz Yootha Joyce a 24 de Agosto de 1980, quatro dias após o seu 53º aniverário (Um retardado mas merecido tributo foi emitido no canal britânico ITV1 no dia 3 de Outubro de 2001.)